# Oeclidius fulgidus
Oeclidius fulgidus är en insektsart som först beskrevs av Van Duzee 1907.  Oeclidius fulgidus ingår i släktet Oeclidius och familjen Kinnaridae. Inga underarter finns listade i Catalogue of Life.